# CityLine Hungary
 (décembre 2020).
Si vous disposez d'ouvrages ou d'articles de référence ou si vous connaissez des sites web de qualité traitant du thème abordé ici, merci de compléter l'article en donnant les références utiles à sa vérifiabilité et en les liant à la section « Notes et références ».
Wings for your cargo by CityLine Hungary
CityLine Hungary Ltd. est une compagnie aérienne hongroise spécialisée dans le transport de fret et basée à l'aéroport international de Budapest Ferenc-Liszt. Son siège social est situé à Vecsés (Hongrie), le pôle de maintenance est quant à lui établi à Kiev. CityLine Hungary dirige quatre filiales — trois nationales et une européenne. La société emploie 120 salariés.

## Histoire
La compagnie est fondée en mars 2003 avec pour but de transporter du fret depuis et vers l'Europe, l'Afrique du Nord et les pays de la CEI. CityLine Hungary Ltd. a commencé à exploiter ses vols avec deux avions cargo Antonov An-26. Au cours de ces sept premières années d'exploitation, la compagnie demande et reçoit les certifications nécessaires auprès de l'aviation civile hongroise et européenne, lui permettant de se consolider sur le marché européen. Grâce à ces efforts la compagnie s'implante également en Europe centrale et peut avec ses filiales répondre à des demandes de fret particulières[Lesquelles ?]. Aujourd'hui[Quand ?], CityLine Hungary exploite quatre Antonov An-26 et un Boeing 737-200 conformes aux règlementations de l'EASA.
Depuis 2009, la compagnie effectue des vols de passagers depuis l'aéroport de Milan Malpensa (Italie) vers des destinations touristiques avec un Boeing 737-200.

## Filiales
CityLine Hungary possède quatre filiales :
- CityLine Europe (basée à Budapest)
- CityLine Germany (basée à Stuttgart)
- CityLine Swiss (basée à Lamone)
- CityLine Ukraine (basée à Kiev)

## Flotte

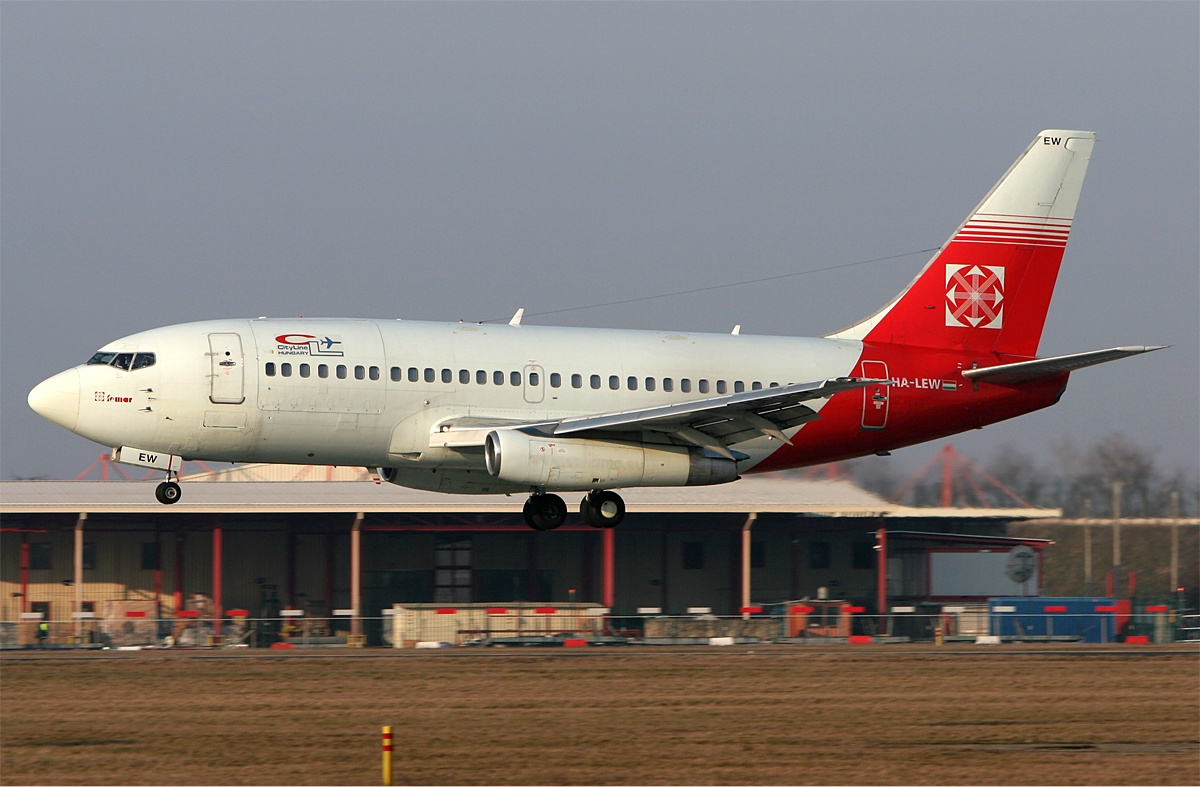
Boeing 737 de Cityline Hungary

En date du 7 octobre 2010, CityLine Hungary et ses filiales exploitent 6 appareils.
| Appareil         | Nombre | Capacité  |
| ---------------- | ------ | --------- |
| Antonov An-26B   | 4      | 5 500 kg  |
| Boeing 737-200QC | 1      | 15 545 kg |
| Total            | 5      |           |